# Sofroniusz (Lipali)
Sofroniusz – duchowny Rosyjskiej Prawosławnej Cerkwi Staroobrzędowej w Rumunii, od 1996 biskup Aneryki, Kanady i Australii. Chirotonię biskupią otrzymał 5 marca 1996.